# Bracciano (jezero)
Bracciano (italsky Lago di Bracciano) je jezero ve střední Itálii, v pohoří Monti Sabatini, v regionu Lazio. Rozloha jezera je 56,76 km². Dosahuje hloubky 165 m. Leží v nadmořské výšce 160 m. Jezero vzniklo sopečnou činností spojením několika vyhaslých sopek. Na březích se vyskytují horké prameny.

## Vodní režim
Z jezera odtéká řeka Arrone do Tyrhénského moře.